# TMEM106C
TMEM106C (англ. Transmembrane protein 106C) – білок, який кодується однойменним геном, розташованим у людей на короткому плечі 12-ї хромосоми. Довжина поліпептидного ланцюга білка становить 250 амінокислот, а молекулярна маса — 27 875.
| 10         |  | 20         |  | 30         |  | 40         |  | 50         |
| ---------- |  | ---------- |  | ---------- |  | ---------- |  | ---------- |
| MGSQHSAAAR |  | PSSCRRKQED |  | DRDGLLAERE |  | QEEAIAQFPY |  | VEFTGRDSIT |
| CLTCQGTGYI |  | PTEQVNELVA |  | LIPHSDQRLR |  | PQRTKQYVLL |  | SILLCLLASG |
| LVVFFLFPHS |  | VLVDDDGIKV |  | VKVTFNKQDS |  | LVILTIMATL |  | KIRNSNFYTV |
| AVTSLSSQIQ |  | YMNTVVSTYV |  | TTNVSLIPPR |  | SEQLVNFTGK |  | AEMGGPFSYV |
| YFFCTVPEIL |  | VHNIVIFMRT |  | SVKISYIGLM |  | TQSSLETHHY |  | VDCGGNSTAI |
|            |  |            |  |            |  |            |  |            |

A: Аланін

C: Цистеїн

D: Аспарагінова кислота

E: Глутамінова кислота

F: Фенілаланін

G: Гліцин

H: Гістидин

I: Ізолейцин

K: Лізин

L: Лейцин

M: Метіонін

N: Аспарагін

P: Пролін

Q: Глутамін

R: Аргінін

S: Серин

T: Треонін

V: Валін

Задіяний у такому біологічному процесі, як альтернативний сплайсинг. 
Локалізований у мембрані, ендоплазматичному ретикулумі.